# Marc Shmuger
Marc Shmuger (* 27. Juni 1958) ist ein US-amerikanischer Manager und Filmproduzent. Von 1998 bis 2009 wirkte er bei Universal Pictures, zuletzt als Vorstandsvorsitzender. Von Februar 2016 bis Dezember 2017 leitete er das Filmproduktionsunternehmen EuropaCorp.

## Leben
Marc Shmuger studierte von 1976 bis 1980 Englisch und Filmwissenschaften an der Wesleyan University und schloss sein Studium mit einem Bachelor of Arts ab.
Er begann seine Karriere in der Filmindustrie in den 1980er Jahren, unter anderem war er dabei als Creative Consultant und Script Supervisor tätig. Gemeinsam mit Mark Malone schrieb er das Drehbuch zum Horrorthriller Dead of Winter, das 1987 von Arthur Penn verfilmt wurde. Hierbei trat Shmuger erstmals als Filmproduzent auf.
Von Mai 1991 bis Mai 1998 war Shmuger im Marketing von Sony Pictures Entertainment beschäftigt, wo er unter anderem das Marketing von Luc Bessons Filmen Léon – Der Profi und Das fünfte Element betreute. Zuletzt bekleidete Shmuger bei Sony die Rolle des Executive Vice President of Marketing. Danach wechselte er zu Universal Pictures, wo er als President of Marketing einstieg und später zum Vice Chairman befördert wurde. Advertising Age zeichnete ihn 1999 und 2000 als Entertainment Marketer of the Year aus. Im März 2006 wurde er zum Chairman von Universal Pictures befördert; David Linde wurde Co-Chairman. Nach diversen Konflikten mit Mitarbeitern und Filmschaffenden wurde Shmuger im Oktober 2009 gemeinsam mit David Linde von Universal Pictures entlassen. Seine Nachfolger wurden Adam Fogelson und Donna Langley.
2011 gründete er sein eigenes Produktionsunternehmen Global Produce, mit dem er unter anderem Alex Gibneys Dokumentarfilme We Steal Secrets: Die WikiLeaks Geschichte und Zero Days produzierte.
Im Februar 2016 wurde Shmuger zum CEO von Luc Bessons Produktionsunternehmen EuropaCorp ernannt, nachdem der vorherige Vorstandsvorsitzende Christophe Lambert überraschend seinen Rückzug bekannt gegeben hatte. Diese Position behielt er bis zum Ende des Jahres 2017, als das Unternehmen nach dem Flop von Bessons kostspieligem Science-Fiction-Film Valerian – Die Stadt der tausend Planeten in finanzielle Schieflage geraten war. Shmuger fungierte aber danach weiter als Berater für das Unternehmen und produzierte auch Bessons nächsten Film Anna.
Daneben ist Shmuger Partner beim Beratungsunternehmen KKM Global Brand Strategies. Er ist Mitglied der Academy of Motion Picture Arts and Sciences, der Academy of Television Arts & Sciences und saß im Stiftungsrat des American Film Institute.
Aus seiner Ehe mit Louise Hamagami gingen zwei Söhne hervor.

## Filmografie (Auswahl)
Producer
- 1987: Dead of Winter (auch Drehbuch)
- 2013: We Steal Secrets: Die WikiLeaks Geschichte (We Steal Secrets: The Story of WikiLeaks, Dokumentarfilm)
- 2016: Zero Days (Dokumentarfilm)
- 2019: Anna

Executive Producer
- 2013: The Spectacular Now – Perfekt ist jetzt (The Spectacular Now)
- 2014: Lucy
- 2017: The Circle
- 2023: Gray (Fernsehserie, 1 Episode)